# Led
Denna artikel handlar om kroppsliga leder. Se även Led (olika betydelser).

ledens uppbyggnad

Led (latin: singularis articulatio, pluralis articulationes) är de delar av skelettet där två eller flera ben möter varandra och de kan röra sig i förhållande till varandra. En led som består av två ben består av ett ledhuvud på ena benet och en ledpanna på det andra benet. Ledhuvudet passar i ledpannan och kan röra sig däri. Leder drabbas ofta av förslitningsskador och andra artropatier. Smärta i leder kallas artralgi.

## Anatomi
Kontaktytorna är beklädda med ledbrosk på bägge benen som anpassar sin form till varandra vid belastning och verkar därmed som stötdämpare. Detta skyddar mot direkt slitage av skelettet. I det smala rummet mellan ledbrosket, den så kallade ledhålan, finns ledvätska som smörjer ledbrosket och minskar friktionen. I vissa leder finns en ledskiva som separerar hålrummet i två separata utrymmen. Ledskivan kallas antingen menisk i knä eller disk i ryggraden. Leden i sig omges av en skyddande hinna av bindväv som kallas ledkapsel. Denna hindrar leden från att förskjutas mer än vad leden tål. I ett av ledkapselns membran bildas ledvätskan som frisätts till ledhålan som förutom att smörja också ger ledbrosket näring och transporterar bort slaggämnen. Ledkapseln är ytterligare förstärkt och genomvävd med ligament och ibland även senor. 
En led som består av fler än två ben, till exempel armbågsleden, kallas för sammansatt led.
I en led kan ett ben antingen parallellförskjutas (translation) eller vinklas. Både förskjutningar och vridrörelser kan ske i tre mot varandra vinkelräta axlar. En kropp som svävar fritt har alltså sex frihetsgrader (upp, ner, bak och fram samt höger och vänster) medan rörelseomfånget för ett ben i en led reduceras i olika grad beroende på ledens konstruktion.
Leder uppdelas i äkta leder, leder med en ledhåla, och oäkta leder, leder där benen förbinds genom stödvävnader. En äkta led kan ha 1–3 frihetsgrader medan en oäkta led kan ha tre eller fler.
Den medicinska termen periartikulärt innebär nära en led. Det är ett administreringssätt för vissa läkemedel som ges för lokal verkan.

## Oäkta leder
De oäkta lederna uppdelas i fibrösa (syndesmoser), kartilaginösa (synkondroser) och förbenade (synostoser).
- Syndesmoser är leder där benen förenas av starka och oflexibla lager av ledband. Hos barn kan dessa leder fortfarande medge viss rörlighet men hos vuxna förekommer ingen rörlighet. Exempel:
  - Suturerna i kraniet
- Synkondroser medger bara begränsade rörelser. De delas upp i primära och sekundära synkondroser. De primära är enkla, består av hyalint brosk och utgör rester av det ursprungliga broskskelettet. De sekundära kallas symfyser och är mer komplicerade. Exempel:
  - Blygdbensfogen (symphysis pubica) i bäckenet (pelvis)

## Äkta leder

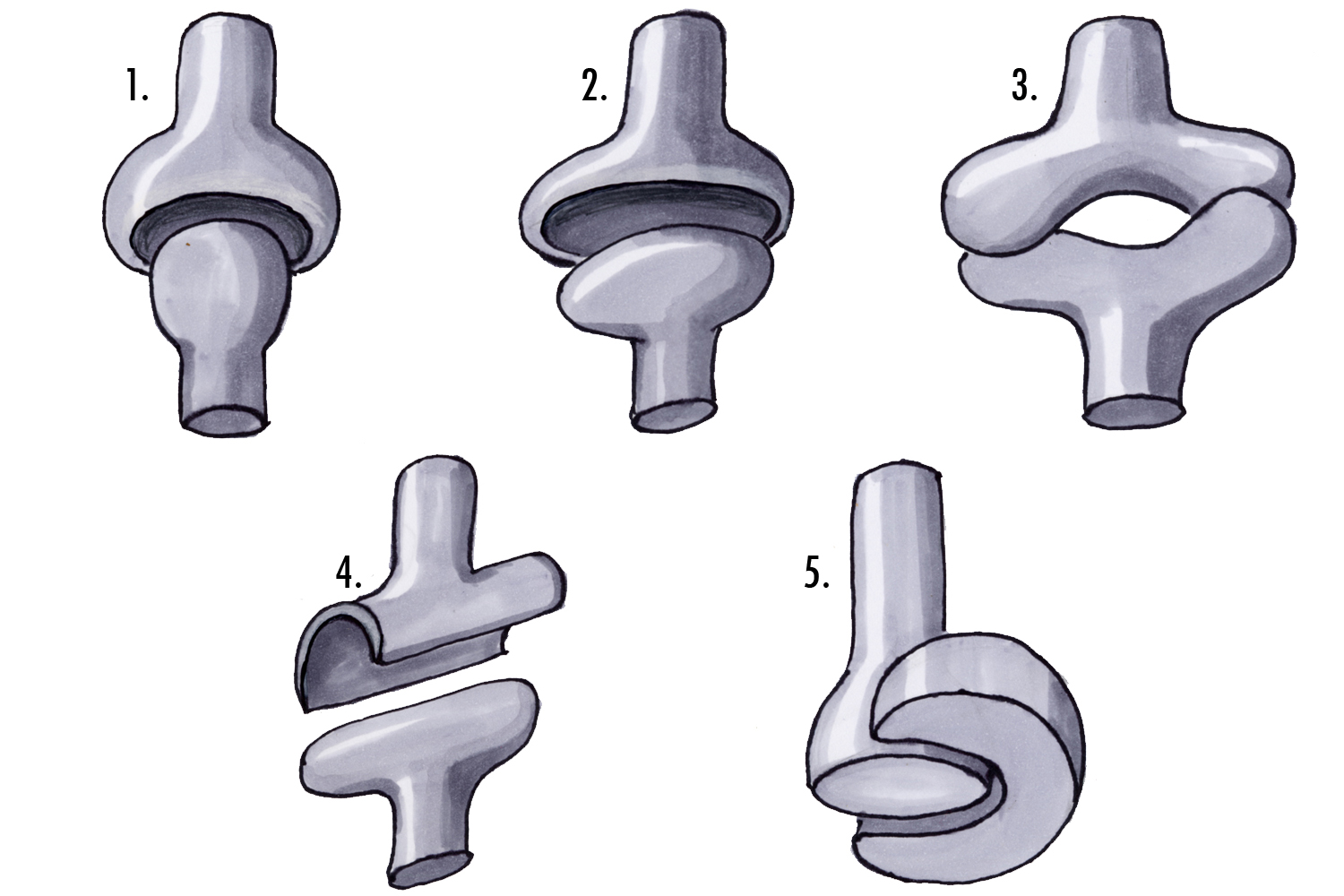
Olika typer av äkta leder:
1. Kulled
2. Ägg- eller ellipsoidled
3. Sadelled
4. Gångjärnsled
5. Vridled

Äkta leder eller synoviala leder är leder där ledytorna åtskiljs av en ledhåla (cavitas articularis) som omges av ett synovialmembran (membrana synovialis) och ledbrosk (cartilago articularis). 
I ledhålan finns ledvätska.
- Ledkapsel

### Klassifikation av äkta leder
- Kulled: Led med tre mot varandra vinkelräta axlar som möts i en punkt vilket ger tre frihetsgrader. Exempel: 
  - Höftleden (art. coxae), mellan lårbenet (femur) och bäckenet (pelvis).
  - Axelleden (art. humeri), mellan skulderbladet (scapula) och överarmsbenet (humerus).
- Gångjärnsled: Led med endast en frontalaxel vilket resulterar i endast en frihetsgrad, likt ett gångjärn. Exempel: 
  - Armbågsleden (art. cubiti), mellan överarmsbenet (humerus) och armbågsbenet (ulna) kallas för Articulatio humeroulnaris
- Kondylärled: Led som liknar en gångjärnsled men som medger viss rotation. Kallas även modifierad gångjärnsled.
  - Knäleden (art. genus), mellan lårbenet (femur) och skenbenet (tibia).
- Äggled eller ellipsoidled: Led där ledhuvudet och ledytans tvärsnitt är elliptiskt formad och vrider sig mot varandra med två frihetsgrader som ett ägg i en äggkopp. Exempel:
  - Handleden, radiokarpalleden (art. radiocarpea). Kallas också planled.
- Sadelled: Led med två frihetsgrader där axlarna är åtskilda i rummet och ledytorna har formen av en sadel (konkav-konvexa). Exempel:
  - Tummens (pollex) karpometakarpalled (art. carpometacarpea pollicis).
- Glidled: Led med tre frihetsgrader, en rotation och två parallellförskjutningar. Exempel:
  - Handlovens (carpus) ben förbinds genom glidleder
- Vridled: Led med endast en axel och därför endast en frihetsgrad. Exempel:
  - De två lederna mellan armbågsbenet (ulna) och strålbenet (radius)
  - Atlantoaxialleden (art. atlantoaxialis) mellan första och andra halskotan (vertebrae cervicales), ringkotan (atlas) och tappkotan (axis).

## Leddjurens leder
Leddjur har ett yttre skelett där de flesta leder delar in kroppen och dess extremiteter i segment.